# Lichty
Lichty – wieś w Polsce położona w województwie lubelskim, w powiecie radzyńskim, w gminie Czemierniki.
W latach 1975–1998 miejscowość administracyjnie należała do województwa bialskopodlaskiego.
Wieś stanowi sołectwo gminy Czemierniki. Według Narodowego Spisu Powszechnego z roku 2011 wieś liczyła 327 mieszkańców.
Wierni Kościoła rzymskokatolickiego należą do parafii Matki Bożej Nieustającej Pomocy w Radzyniu Podlaskim.

## Historia
Wieś powstała z wyodrębnienia działów z XV wiecznej wsi Niewęglosz. Z roku 1425 pochodzi zapis o sprzedaży połowy wsi Newoglossz (Zbiór dokumentów Małopolskich t.V s.1356), który można uznać za pierwszy ślad podziału wsi na części. W 1436 roku występuje po raz pierwszy dział Nieweglosz Lichty. Z końcem XV działy Gruszki i Dzierzki połączyły się ponownie z główną wsią Niewegłosz, zaś dział Lichty wyodrębnił się ostatecznie w samodzielną wieś.
Lichty w wieku XIX opisano jako wieś z folwarkiem w powiecie radzyńskim, gminie Sitno, parafii Radzyń Podlaski. W roku 1827 była to wieś rządowa mająca 39 domów i 224 mieszkańców. W roku 1884 były tu 53 domy i 388 mieszkańców z gruntem 1168 mórg obszaru. Według Towarzystwa Kredytowego Ziemskiego folwark Lichty posiadał w roku 1866 rozległóść 381 mórg.

Wieś folwarczna Lichty posiadała osad 8, z gruntem mórg 51.(opis podaje Bronisław Chlebowski w SgKP).